# Synagoga w Ryglicach
Synagoga w Ryglicach – synagoga mieściła się przy zachodniej pierzei rynku. Powstała w XIX wieku. Była jedną z najpiękniejszych w powiecie tarnowskim. Był to piętrowy budynek, do którego prowadziły wysokie, kamienne schody boczne, miała wydzieloną część dla mężczyzn i kobiet (tzw. babiniec). Została spalona w 1939 przez niemieckich żandarmów z Tarnowa. Dzisiaj na jej miejscu stoi m.in. apteka.